# Helen Hopekirk
Helen Hopekirk (20 de mayo de 1856 - 19 de noviembre de 1945) fue una pianista y compositora escocesa que vivió y trabajó en Boston. 

## Vida y carrera
Helen Hopekirk nació en Portobello, Edimburgo, Escocia, hija de los propietarios de tiendas de música Adam y Helen (apellido de nacimiento Croall) Hopekirk. Estudió música con George Lichtenstein y el compositor escocés Alexander Mackenzie, e hizo su estreno como solista en 1874 con la Sociedad de Orquesta Amateur de Edimburgo. Después de otras actuaciones exitosas y la muerte de su padre, viajó para estudiar composición con Carl Reinecke a Leipzig. Después de estrenos exitosos en Leipzig y Londres, comenzó giras regulares de conciertos por Europa.
En 1882 Hopekirk se casó con el comerciante de Edimburgo y crítico musical William A. Wilson (muerto en 1926), quien comenzó a trabajar como su mánager. Hizo su debut estadounidense en 1883 con la Orquesta Sinfónica de Boston y comenzó giras de conciertos en los Estados Unidos. Ella planeaba continuar sus estudios con Franz Liszt, pero después de su muerte estudió en su lugar con Theodor Leschetizky en Viena y el compositor checo Karel Navrátil en Praga. Ella y su esposo vivieron en Viena hasta 1892, y luego se mudaron a París, donde comenzó a enseñar piano.
Su esposo resultó herido en un accidente de tráfico, y en 1897 aceptó la invitación del Director George Chadwick para tomar un puesto docente en el Conservatorio de Nueva Inglaterra. En 1901 dejó el Conservatorio y se convirtió en maestra particular, también continuó su carrera de conciertos. Hopekirk y su esposo se convirtieron en ciudadanos estadounidenses en 1918. Su última actuación fue en Steinert Hall, Boston, en 1939. Murió en Cambridge, Massachusetts, de una trombosis cerebral y fue enterrada en el cementerio Mount Auburn.

## Trabajos
Hopekirk compuso obras para piano, violín y orquesta y escribió canciones y piezas para piano. A menudo incorporaba melodías populares escocesas. Las obras seleccionadas incluyen: 
- Concierto para piano en re mayor
- Serenata
- Sopla el viento hoy (Texto: Robert Louis Stevenson)
- Eilidh my Fawn (en cinco canciones) (Texto: William Sharp)
- Desde las colinas del sueño (en seis poemas de Fiona Macleod) (Texto: William Sharp)
- Canción de silencio (en cinco canciones) (Texto: William Sharp)
- Mo-lennav-a-chree (en cinco canciones) (Texto: William Sharp)
- On bonnie birdeen (en Seis poemas de Fiona Macleod) (Texto: William Sharp)
- Requiescat (Texto: Matthew Arnold)
- Sag ich ließ sie grüßen (en cinco canciones) (Texto: Heinrich Heine) ENG ITA
- Canción de cuna de la novia (en seis poemas de Fiona Macleod) (Texto: William Sharp)
- The Bandruidh (en cinco canciones) (Texto: William Sharp)
- El pájaro de Cristo (en seis poemas de Fiona Macleod) (Texto: William Sharp)
- El cazador solitario (en Seis poemas de Fiona Macleod) (Texto: William Sharp)
- El mar tiene sus perlas (en cinco canciones) (Texto: Henry Wadsworth Longfellow después de Heinrich Heine)
- Había un antiguo monarca (en cinco canciones) (Texto: después de Heinrich Heine)
- Tus ojos oscuros a los míos (en Cinco canciones) (Texto: William Sharp)
- Cuando cae el rocío (en Seis poemas de Fiona Macleod) (Texto: William Sharp)[5]